# Pirită

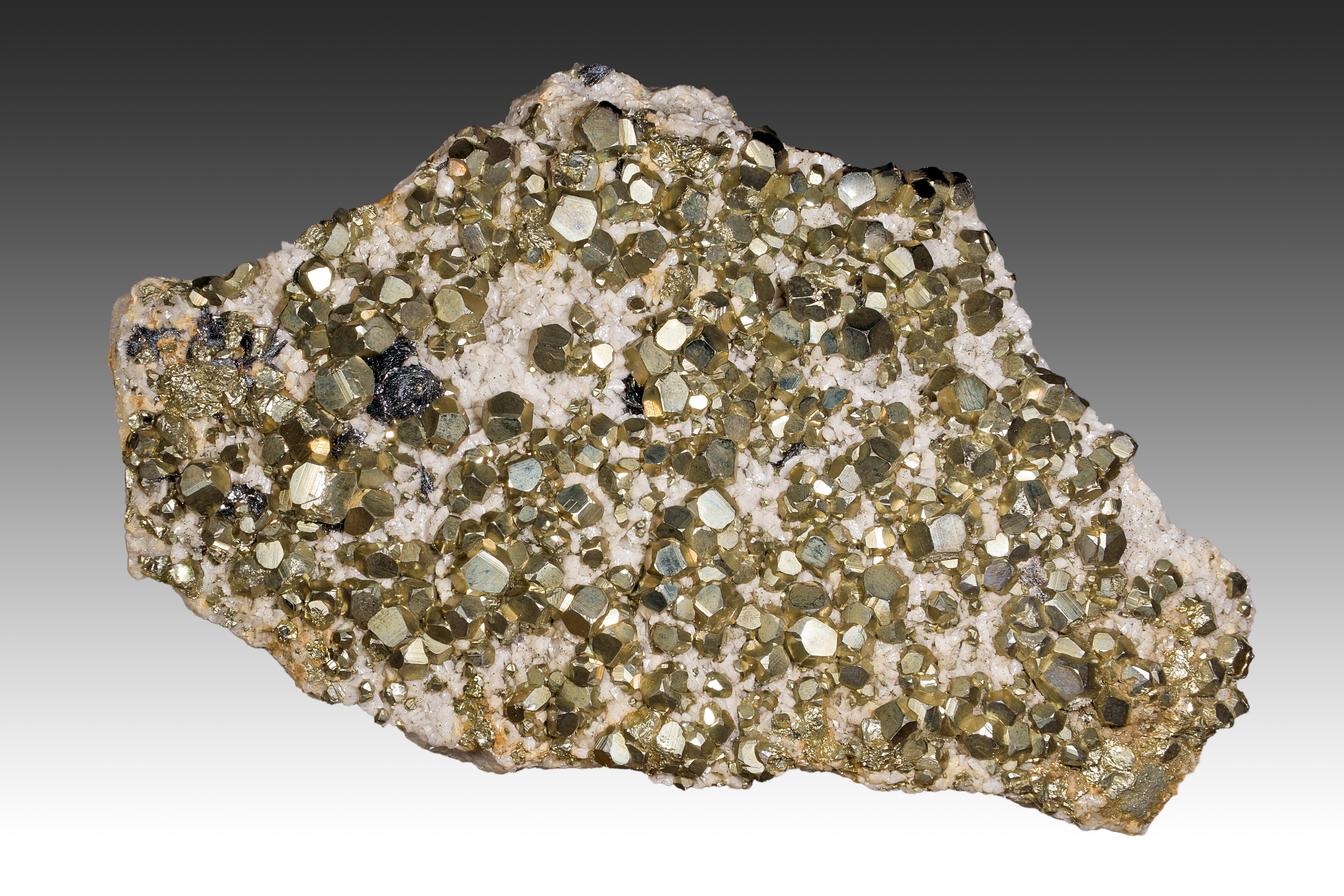
Pirită dodecaedrică

Pirita este un mineral din clasa sulfurilor, cu formula chimică FeS2 , de culoare gălbui-arămie cu reflexe verzui și care cristalizează în sistemul cubic.
Anionul din pirită este un ion de bisulfură S22−, care structural este asemănător peroxizilor. Cristalele sunt frecvent idiomorfe, apărând sub forme de cuburi, octaedri sau dodecaedri pentagonali.
Culoarea aurie a piritei a determinat denumirea ei în limba germană Katzengold ("aurul pisicii"). În comparație cu aurul, pirita este însă mai plastică și mai dură. Alte minerale cu care se poate confunda sunt marcasita și calcopirita. Se mai numește și aurul nebunilor.

## Răspândire
Este una dintre cele mai răspândite sulfuri, fiind întâlnită în roci magmatice și metamorfice bogate în magneziu și fier (roci de culoare închisă), roci hidrotermale și roci sedimentare sau în acumulările de cărbuni (pirita framboidală).
Supusă fenomenelor de oxidare la suprafață, sau în prezența apei de infiltrație, se transformă în hidroxid de fier amorf (limonit) după mai multe etape intermediare.

## Utilizare
Din punct de vedere economic este importantă pentru obținerea acidului sulfuric, fierului și cuprului, sau ocazional la obținerea aurului.
Zăcămintele de cărbuni bruni ce conțin pirită, prin ardere, se eliberează bioxidul de sulf (SO2) care prin dizolvare în apa din atmosferă se formează (acid sulfuric) ploi acide, care poluează mediul înconjurător.
Un alt fenomen ia naștere în straturile de roci cu pirită, mineralul prin oxidare cu nitrați se eliberează azot, întrucât în apă potabilă este admis nitrat numai 50 mg/litru, pe când sulfații sunt admiși într-o cantitate mult mai mare de 240 mg/litru de apă, cu ajutorul piritei se produce denitrificarea apei.

## Istoric
Numele piritei provine din limba greacă πυρ pyr = foc, deoarece se poate folosi pentru aprinderea focului - cu ajutorul unui amnar (de cremene) se desprind așchii dintr-o bucată de pirită, care se aprind și ard:

{\displaystyle \mathrm {2\ FeS_{2}+11/2\ O_{2}\longrightarrow \ Fe_{2}O_{3}+4\ SO_{2}} }.

## Galerie de imagini

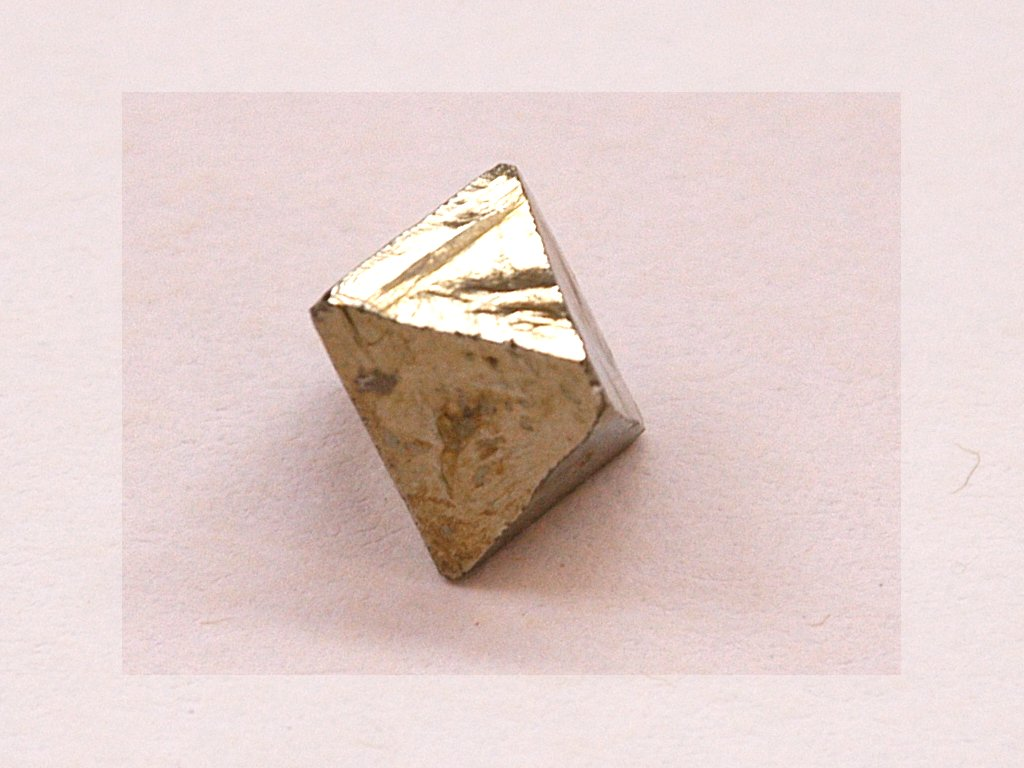
Pirită octaedrică
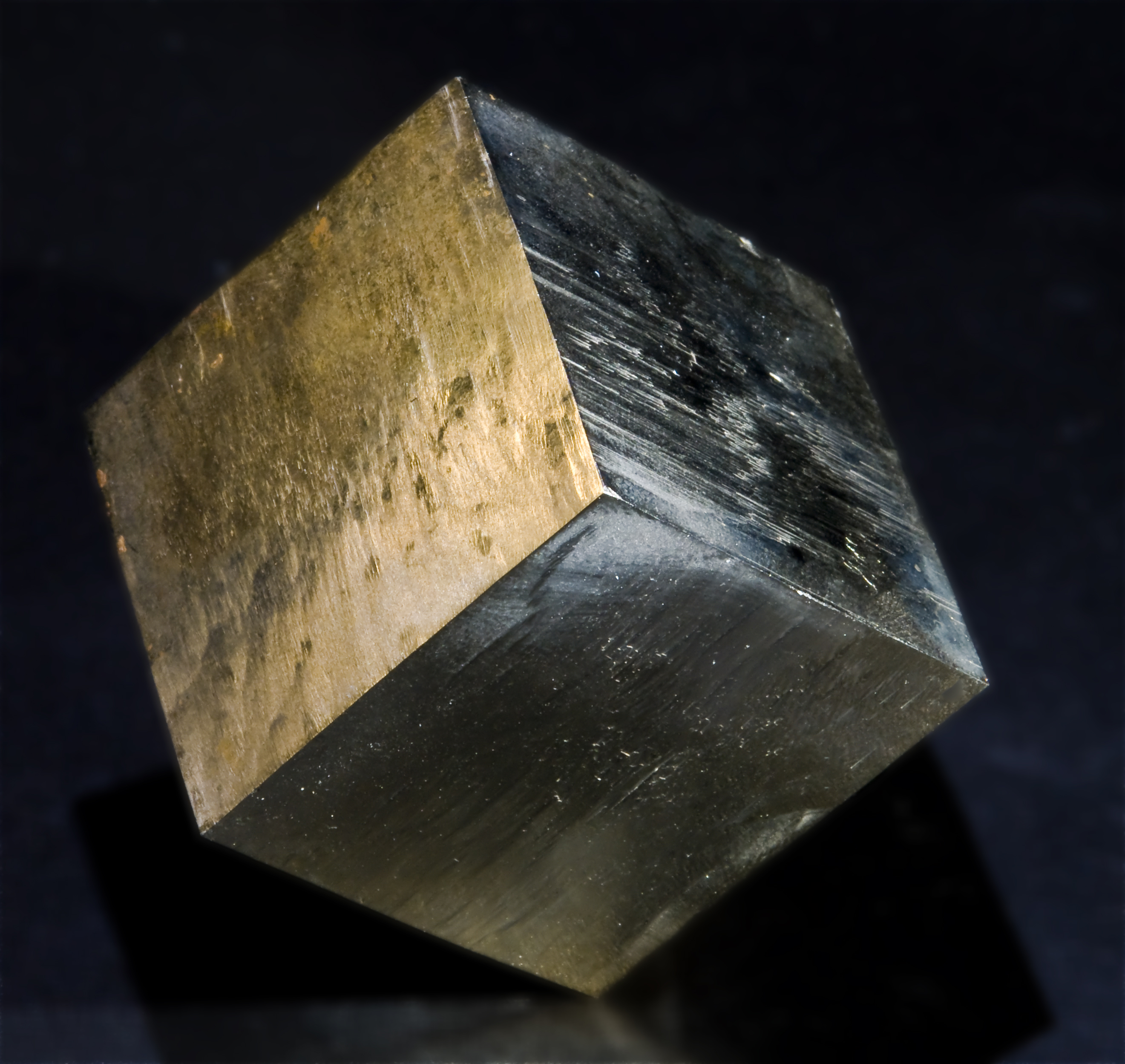
Pirită în formă cubică